# Piazza della Signoria
Piazza della Signoria este situată în Florența, fiind una din piețele centrale cele mai renumite din lume. În timpul Republicii Florentine a fost un centru politic și artistic, aici fiind expuse sculpturile celor mai renumiți artiști ai epocii. 
În piață sunt expuse copii ale sculpturilor lui Donatello, originalul aflându-se în Palazzo Vecchio. De asemenea, copia sculpturii David de Michelangelo, fântâna lui Neptun de Bartolomeo Ammanati și statuia lui Hercule, sculptură de Baccio Bandinelli. Tot aici se poate vedea placa memorială care amintește de executarea lui Girolamo Savonarola în anul 1498. La nord se află Piazza del Duomo cu Catedrala Santa Maria del Fiore și Baptisteriul din Florența, la sud-vest Ponte Vecchio, iar la est  Bazilica Santa Croce.

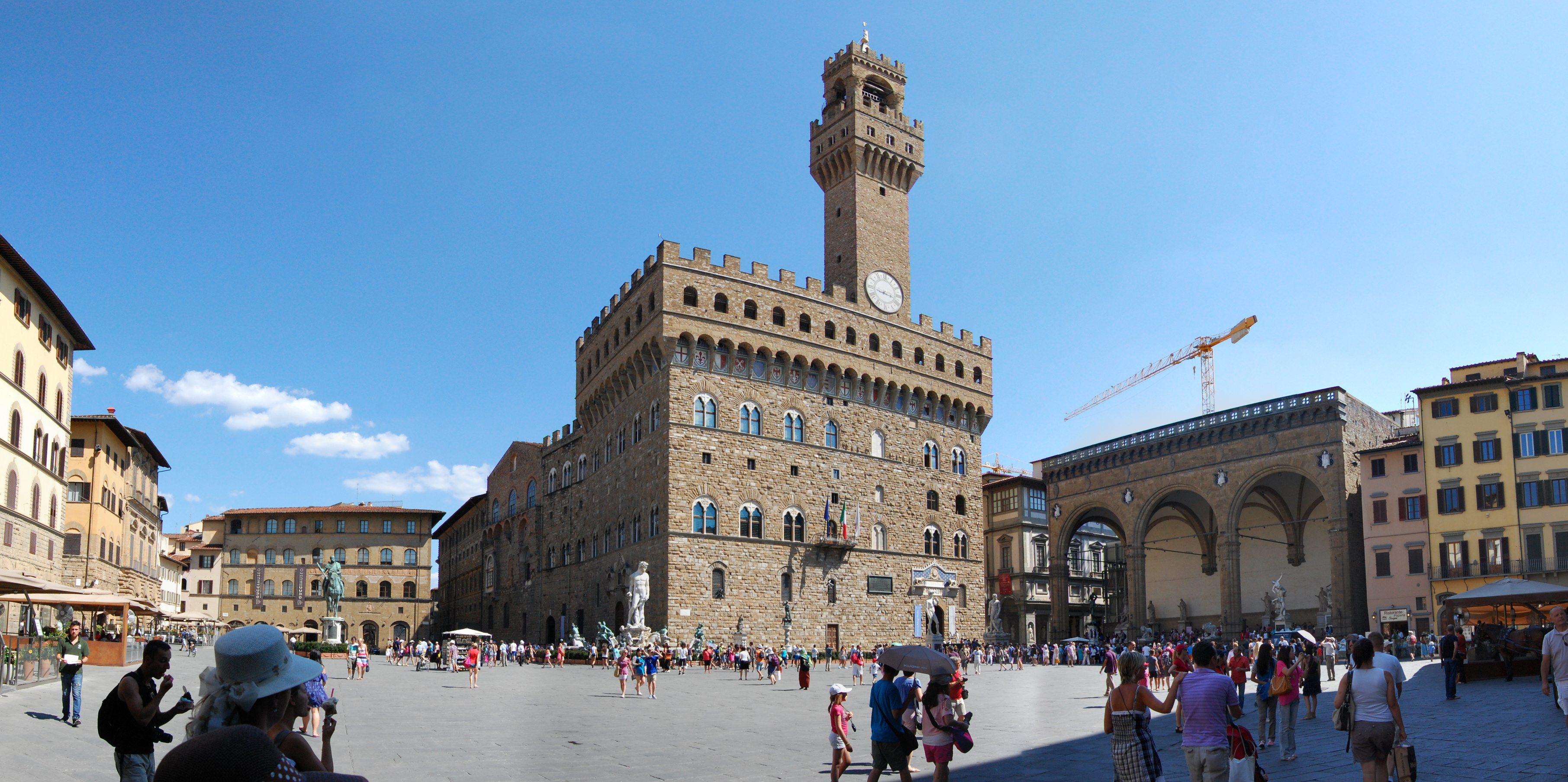
Piazza Signoria - Firenze
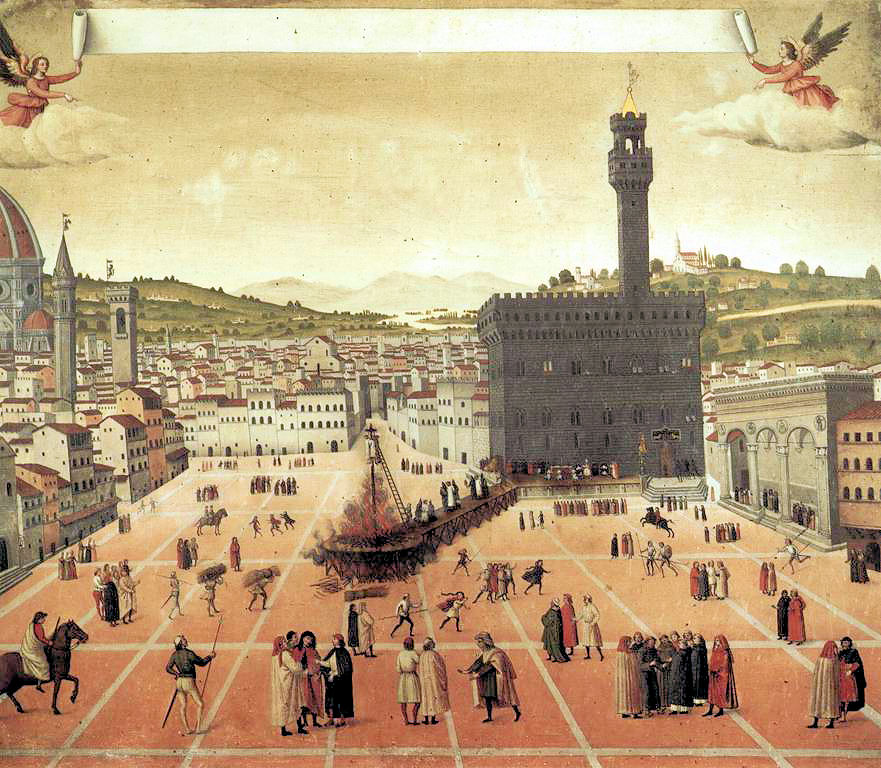
Pictură anonimă din Piazza della Signoria,1498
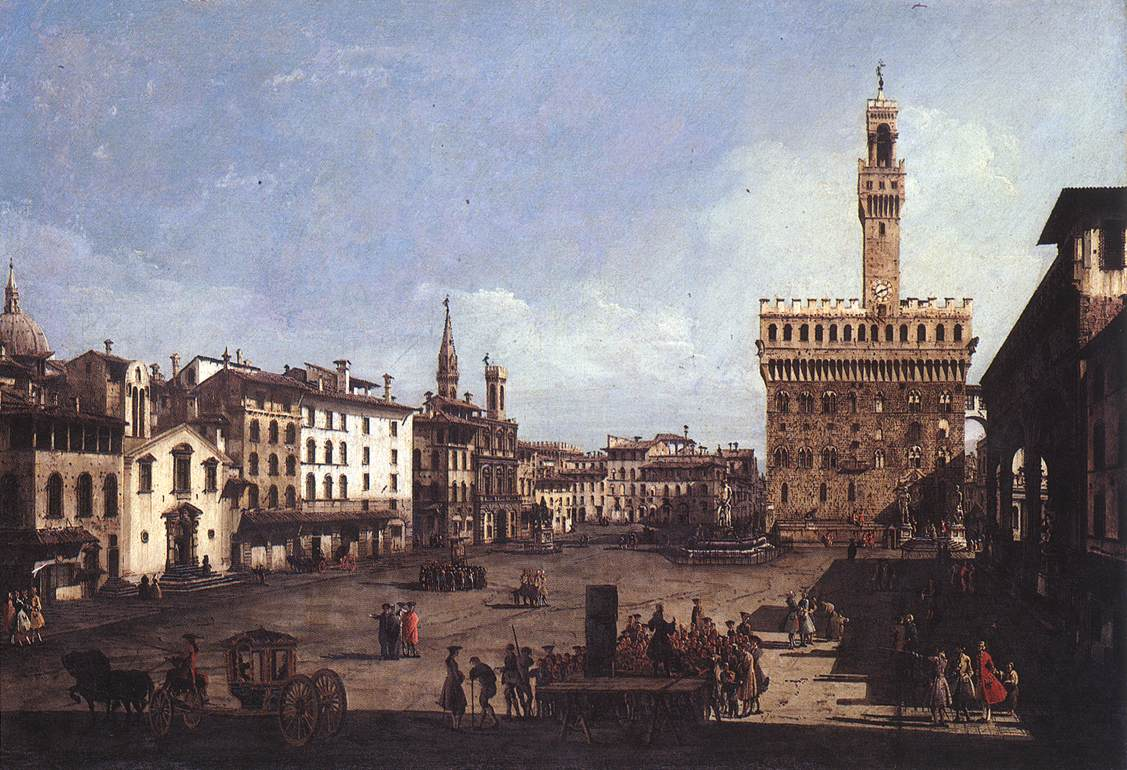
La Piazza della Signoria a Firenze, Bernardo Bellotto, 1742, Pictură în ulei, 61 x 90 cm, Muzeul de Arte Frumoase din Budapesta
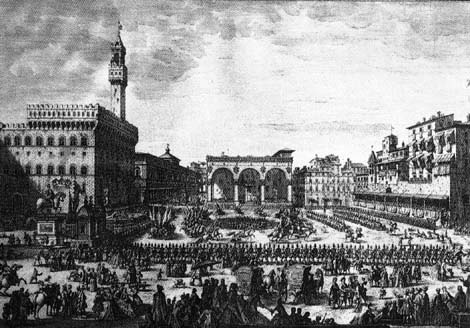
Piazza della Signoria, Giovanni Stradano, La festa degli Omaggi in Piazza della Signoria, Palazzo Vecchio, Sala di Gualdrada
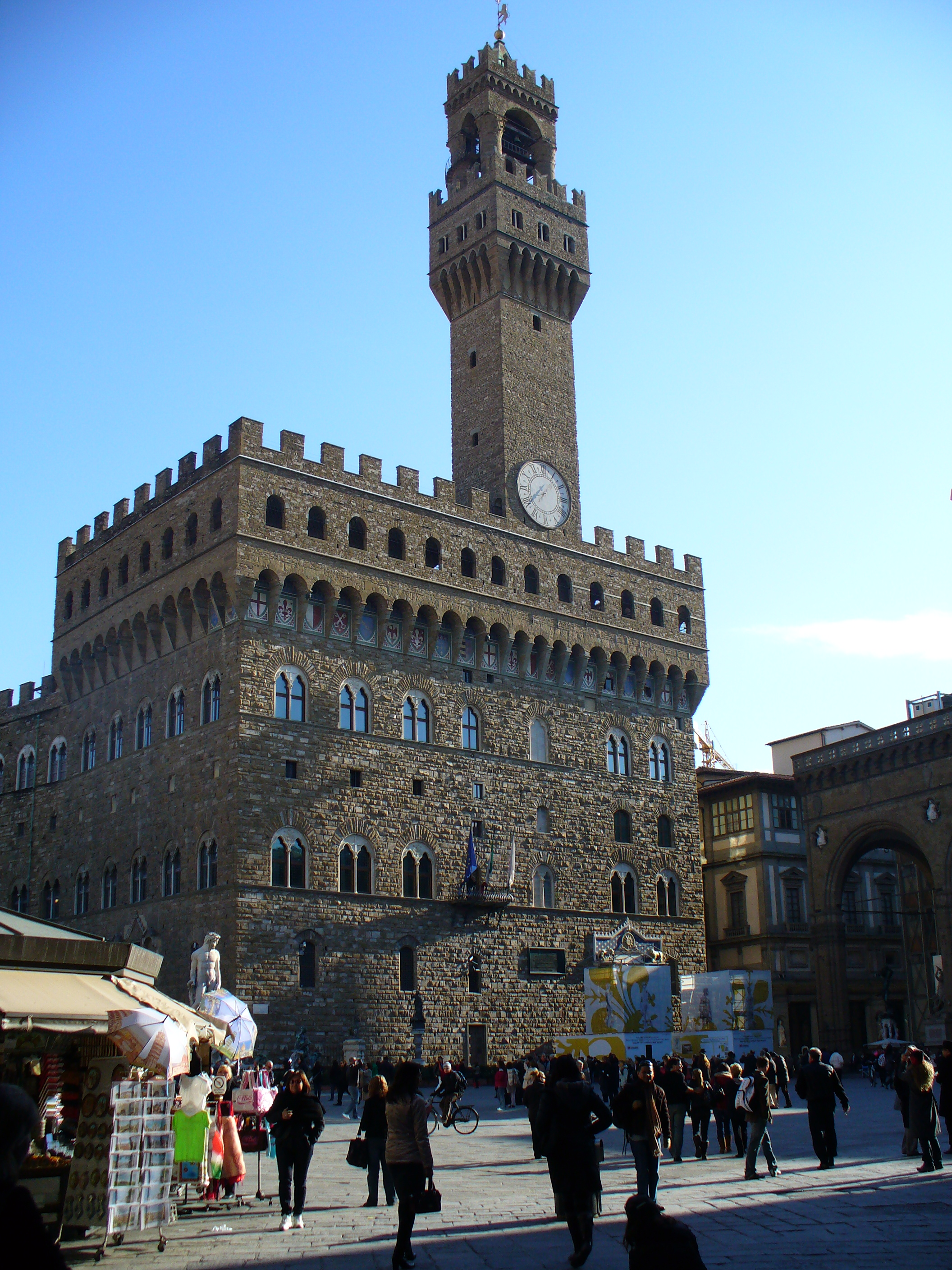
Vedere spre Palazzo Vecchio

Coordonate: 43° 46′ 11″ N, 11° 15′ 21″ E